# Ystradgynlais
Ystradgynlais (wymowaⓘ) – miasto w południowej Walii, w hrabstwie Powys (historycznie w Brecknockshire), położone w dolinie Swansea Valley, nad rzeką Tawe, na południowym skraju parku narodowego Brecon Beacons. W 2011 roku wraz z przyległymi wsiami liczyło 10 248 mieszkańców.
W przeszłości było ośrodkiem górniczym i przemysłowym.